# Leon Zimmermann
Leon Zimmermann (* 22. August 2000 in Sandhausen) ist ein deutscher Volleyball- und Beachvolleyballspieler.

## Karriere

### Hallen-Volleyball
Leon Zimmermann begann seine Karriere beim heimischen Heidelberger TV. 2015 wechselte er in die 2. Bundesliga Süd zum Nachwuchsteam des VfB Friedrichshafen, den „Volley YoungStars“. Mit Felix Roos, Alexander Spintzyk und Mario Schmidgall wurde der Mittelblocker 2017 Süddeutscher Volleyballmeister und trat 2019 die Teilnahme an der Deutschen Meisterschaft der U20-Volleyballer an.
Zur Saison 2020/21 wechselte Zimmermann zum Ligakonkurrenten Baden Volleys SSC Karlsruhe. Nach der Zweitliga-Meisterschaft 2022 wechselte der Mittelblocker in die zweite Mannschaft der Karlsruher in die Dritte Liga Süd.

### Beachvolleyball
2016 und 2017 errang Zimmermann im Beachvolleyball mit Daniel Schön die Baden-Württembergischen U17-, U18- und U19-Landesmeisterschaften.

### Trainer
Zimmermann ist parallel zur aktiven Karriere auch Volleyball-Trainer. 2022/23 trainierte er in der Verbandsliga Nordbaden die Männer von VSG Ettlingen/Rüppurr, mit denen ihm die Meisterschaft und der Oberliga-Aufstieg gelang. 2023/24 ist er Co-Trainer beim Frauen-Zweitligisten BSP MTV Stuttgart.